# بني ذبل (أسلم)

تعديل مصدري - تعديل

بني ذبل هي إحدى قرى عزلة أسلم الشام بمديرية أسلم التابعة لمحافظة حجة، بلغ تعداد سكانها 133 نسمة حسب تعداد اليمن لعام 2004.